# Saint-Pierre-de-Curtille
Saint-Pierre-de-Curtille es una comuna francesa situada en el departamento de Saboya, en la región Auvernia-Ródano-Alpes.

## Demografía
| 204 | 216 | 194 | 214 | 277 | 362 | 444 | 495 |
| Para los censos de 1962 a 1999 la población legal corresponde a la población sin duplicidades (Fuente: INSEE [Consultar]) |     |     |     |     |     |     |     |